# 蘭渓道隆
蘭溪道隆（らんけい どうりゅう）は、鎌倉時代中期の南宋から渡来した禅僧。諡は大覚禅師。俗姓は冉、名は莒章。法諱は道隆。号は蘭渓。涪州涪陵県蘭渓邑（現在の重慶市涪陵区藺市鎮）の出身。大覚派の祖。無明慧性の法嗣、建長寺の開山。

## 人物・略歴
中国涪州（今の重慶近郊）の人。13歳で出家し、無準師範・北礀居簡に学んだ後、松源崇嶽の法嗣である無明慧性の法を嗣ぐ。
寛元4年（1246年）、33歳のとき、渡宋した泉涌寺の僧月翁智鏡との縁により、弟子とともに来日した。筑前円覚寺・京都泉涌寺の来迎院・鎌倉寿福寺などに寓居。宋風の本格的な臨済宗を広める。また執権北条時頼の帰依を受けて鎌倉に招かれ、退耕行勇の開いた常楽寺（神奈川県鎌倉市）の住持となった。

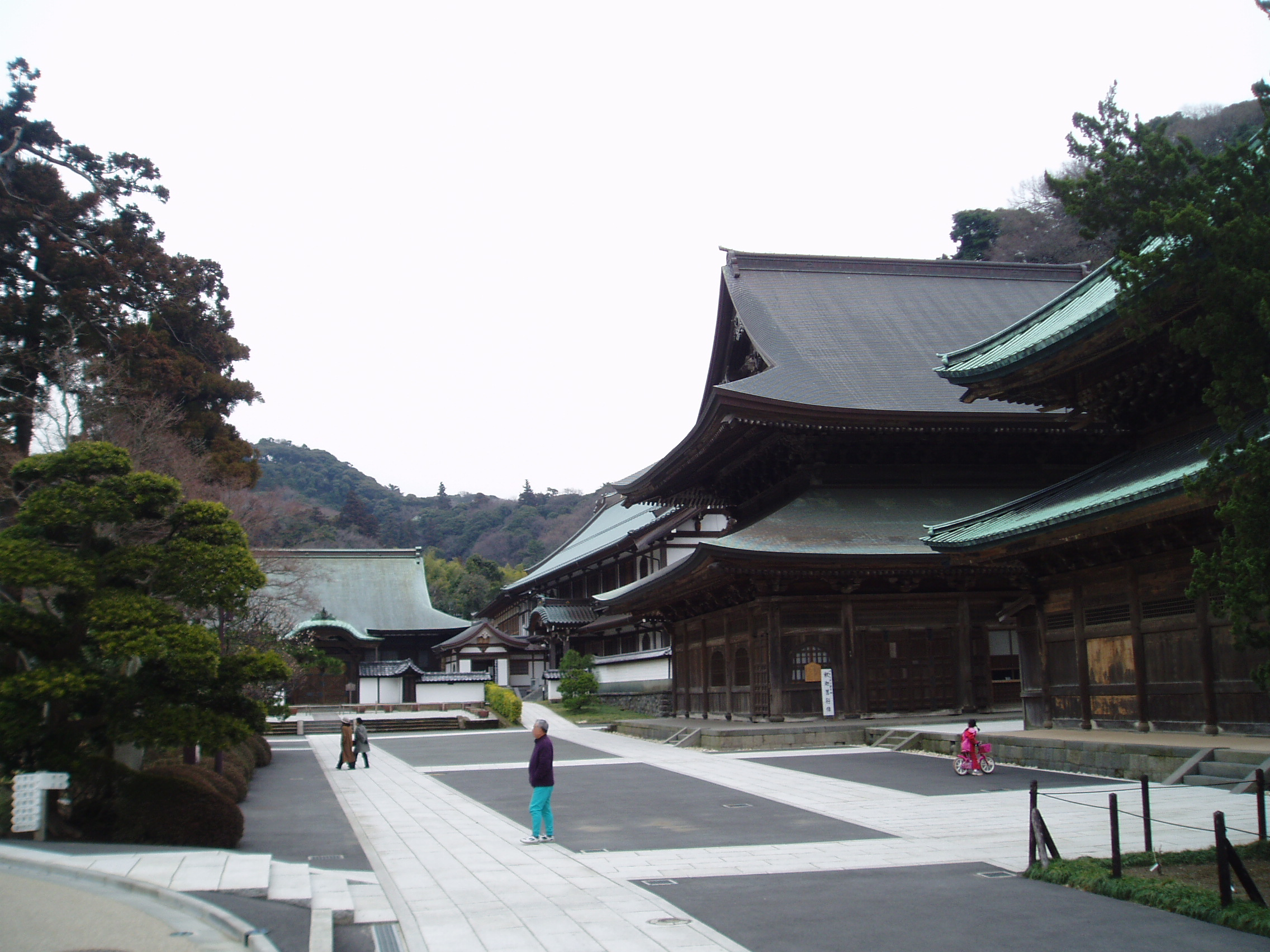
建長寺境内（国の史跡）

建長5年（1253年）、北条時頼によって鎌倉に建長寺が創建されると招かれて開山となる。建長寺は、純粋禅の道場としては栄西の開いた筑前国の聖福寺（福岡市博多区）に次いで古い。創建当初の建長寺は、中国語が飛びかう異国的な空間であった。当時の建長寺の住持はほとんどが中国人であり、無学祖元はじめ、おもだった渡来僧はまず建長寺に入って住持となるのが慣例となっていた。『沙石集』を著した無住は、『雑談集』のなかで、建長寺はまるで異国のようであるとの感想を記している。
蒙古襲来（元寇）の際、元からの密偵の疑いをかけられ、甲州や奥州の松島、伊豆国に移された。その時修禅寺を臨済宗への改宗を行う。
のち京都建仁寺・寿福寺・鎌倉禅興寺などの住持となった。一時、讒言により甲斐国（現：山梨県）に配流され、東光寺などを再興したが、再び建長寺にもどり、弘安元年7月24日（1278年8月13日）に同寺で没した。
蘭渓道隆の後継として、無学祖元が来日した。

## 頂相
蘭渓道隆の頂相は、当時の史料から多数制作されたことが確認できる。代表的な肖像画は当項目冒頭の「蘭渓道隆像」（絹本著色、建長寺蔵、国宝）で、上段に記された蘭渓道隆の自賛により、文永8年（1271年）に朗然居士（北条時宗の居士名か？）のために描かれたと分かる。像の黒目の周りを金泥で縁取っており、これは他の頂相・肖像画には見られない手法である。建長寺には他に、「蘭渓道隆経行図」（重文）や、蘭渓道隆の孫弟子にあたる太虚元寿（約翁徳倹の弟子）が嘉暦4年（1329年）に霊石如芝より賛を書いてもらった「蘭渓道隆像」（重文、絹本著色）がある。
肖像彫刻としては建長寺西来庵開山堂所在の「蘭渓道隆坐像」（木像漆塗玉眼、13世紀、重文）が代表作で、示寂の前後に制作されたと推定される。瞳は玉眼ではなく、瞳だけを水晶として上から貼り付け、瞳の中心の黒の周囲に放射線上に金泥線を引いており、これも他に例がない。自賛像とも共通するこうした目への拘りは、雲水たちを厳しく見つける蘭渓道隆の眼光表現だと考えられる。建仁寺西来院にある「蘭渓道隆坐像」は延宝4年（1676年）に仏師・康乗作だが、像の中には古い頭部像が入っており、こちらは写実的な面貌表現から蘭渓示寂前後の作だと見なせる。
現存する蘭渓道隆の肖像画としては、西来院「大覚禅師像」、福岡県・勝福寺「大覚禅師像」（重文）、滋賀県・永源寺の「蘭渓道隆像」（南北朝時代か、蘭渓・約翁・寂室の3幅対）、宮城県・瑞巌寺（蘭渓・性西法身・明極聰愚の3幅対、宮城県指定文化財）、静岡県・修禅寺などがある。彫刻は、鎌倉・常楽寺の「蘭渓道隆像」、長野県・西岸寺の「大覚禅師椅像」（鎌倉後期から南北朝時代か）などがある。

## 墨跡

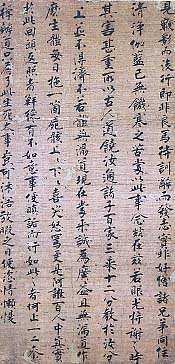
蘭渓道隆筆「法語」（建長寺蔵、国宝）

蘭渓は墨跡の書法の基礎をなした張即之の書をよく学び、その張即之の書風を日本に最初に移入した人物として日本書道史上、注目される。したがって蘭渓の書は常に張即之の書と比較される。
著に『大覚禅師語録』がある。
墨跡として、法語・規則（ほうご・きそく）が建長寺に所蔵されている。国宝。指定名称は大覚禅師墨蹟（法語規則）。
『法語・規則』は、「見鞭影而後行」の文にはじまる『法語』と、「長老首座」にはじまる『規則』の対幅になっている。
『法語』は衆僧の怠慢を戒め、参禅弁道を教示したもので、『規則』は行規の厳格を要求し、違反者には罰を科すもの。いずれも『大覚拾遺録』に収められている。
書式文章ともに謹厳で、確固たる字形、太細の自在な変化、隅々まで行き渡る筆勢がある。書風は張即之の書の影響が顕著であるが、それに拘泥しない禅人の質実な態度が感じられる。。
寸法
- 85.1cm×41.5cm（『法語』）
- 84.8cm×40.9cm（『規則』）